# Strada nazionale 118
La strada nazionale 118 era una strada nazionale del Regno d'Italia, che collegava Iglesias a Porto Botte.
Venne istituita nel 1923 con il percorso "Iglesias - Porto Palmas".
Nel 1928, in seguito all'istituzione dell'Azienda Autonoma Statale della Strada (AASS) e alla contemporanea ridefinizione della rete stradale nazionale, il suo tracciato costituì il tratto iniziale della strada statale 126 Occidentale Sarda.